# Argema
Argema is een geslacht van vlinders uit de familie van de nachtpauwogen (Saturniidae).

## Synoniemen
- Angas Wallengren, 1865
- Cometesia Bouvier, 1928

## Soorten
- Argema besanti (Rebel, 1895)
- Argema bouvieri Ghesquière, 1934
- Argema dubernardi Oberthür, 1897
- Argema fournieri Darge, 1971
- Argema ignescens Moore, 1877 = Actias maenas Doubleday, 1847
- Argema isis (Sonthonnax, 1897) = Actias isis Sonthonnax, 1897
- Argema kuhnei Pinhey, 1969
- Argema laotiana Testout, 1936
- Argema maenas Doubleday, 1847 = Actias maenas Doubleday, 1847
- Argema mimosae (Boisduval, 1847) = Actias mimosae (Boisduval, 1847)
- Argema mittrei (Guerin-Meneville, 1846)
- Argema rieli Testout, 1942 = Actias maenas Doubleday, 1847
- Argema sinensis Walker, 1855 = Actias sinensis (Walker, 1855)